# Great Langton
Great Langton è un paese di 202 abitanti della contea del North Yorkshire, in Inghilterra.